# Diego Casillas
Diego Casillas (México; 20 de diciembre de 1994) es un futbolista mexicano-estadounidense. Juega de centrocampista y su equipo actual es el LA Force de la NISA de Estados Unidos.

## Estadísticas
Actualizado al último partido disputado el 13 de octubre de 2019.
| Fresno FC Estados Unidos            |               |               |    |   |   |   |   |    |    |   |
| 2.ª                                 | 2019          | 21            | 2  | 1 | 0 | - | - | 22 | 2  |   |
| Total club                          | Total club    | 21            | 2  | 1 | 0 | 0 | 0 | 22 | 2  |   |
| Reno 1868 Estados Unidos            |               |               |    |   |   |   |   |    |    |   |
| 2.ª                                 | 2020          | 0             | 0  | - | - | - | - | 0  | 0  |   |
| Total club                          | Total club    | 0             | 0  | 0 | 0 | 0 | 0 | 0  | 0  |   |
| Total carrera                       | Total carrera | Total carrera | 21 | 2 | 1 | 0 | 0 | 0  | 22 | 2 |
| (1) Incluye datos de la US Open Cup |               |               |    |   |   |   |   |    |    |   |